# Station Groningen Noord
Station Groningen Noord of het Noorderstation, zoals Stadjers het station noemen, is een spoorwegstation in het noorden van de stad Groningen, nabij de wijken Selwerd en de Tuinwijk.

## Geschiedenis
In 1884 werd de spoorlijn Groningen - Delfzijl geopend. Langs het gedeelte van dat traject dat door de stad Groningen loopt, werd een halte aangelegd, de stopplaats Kostverloren (in 1924 opgeheven), en verderop Groningen Halte SS, vanaf 1917 alleen genoemd Groningen Halte en vanaf 1955 Groningen Noord. In 1893 kwam ook de spoorlijn Sauwerd - Roodeschool gereed.  Vanaf toen werd het station ook door de trein Groningen – Roodeschool aangedaan. Van 1922 tot 1938 stopte hier bovendien dagelijks een beperkt aantal treinen Groningen - Zoutkamp. Tegenwoordig worden de lijnen geëxploiteerd door Arriva. 
Vanaf 1895 werd de aansluitende verbinding van Groningen Halte met het centrum van de stad verzorgd door de paardentram van de TGP. Deze werd in 1910 opgevolgd door de elektrische tram van de GTG, die op het plein voor het station zijn eindpunt had tot 1949. Bovendien reed er van 1918 tot 1960 een kolentram tussen het Noorderstation en de Gasfabriek.

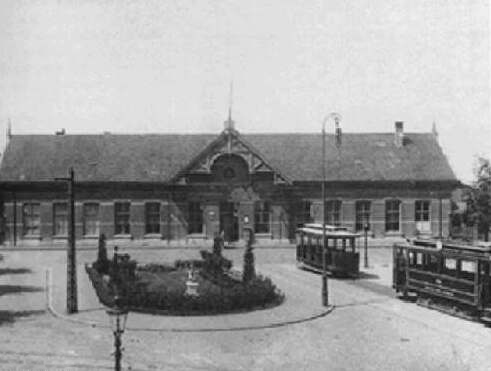
Het oude Noorderstation (1920) Bron: W. Wijbenga
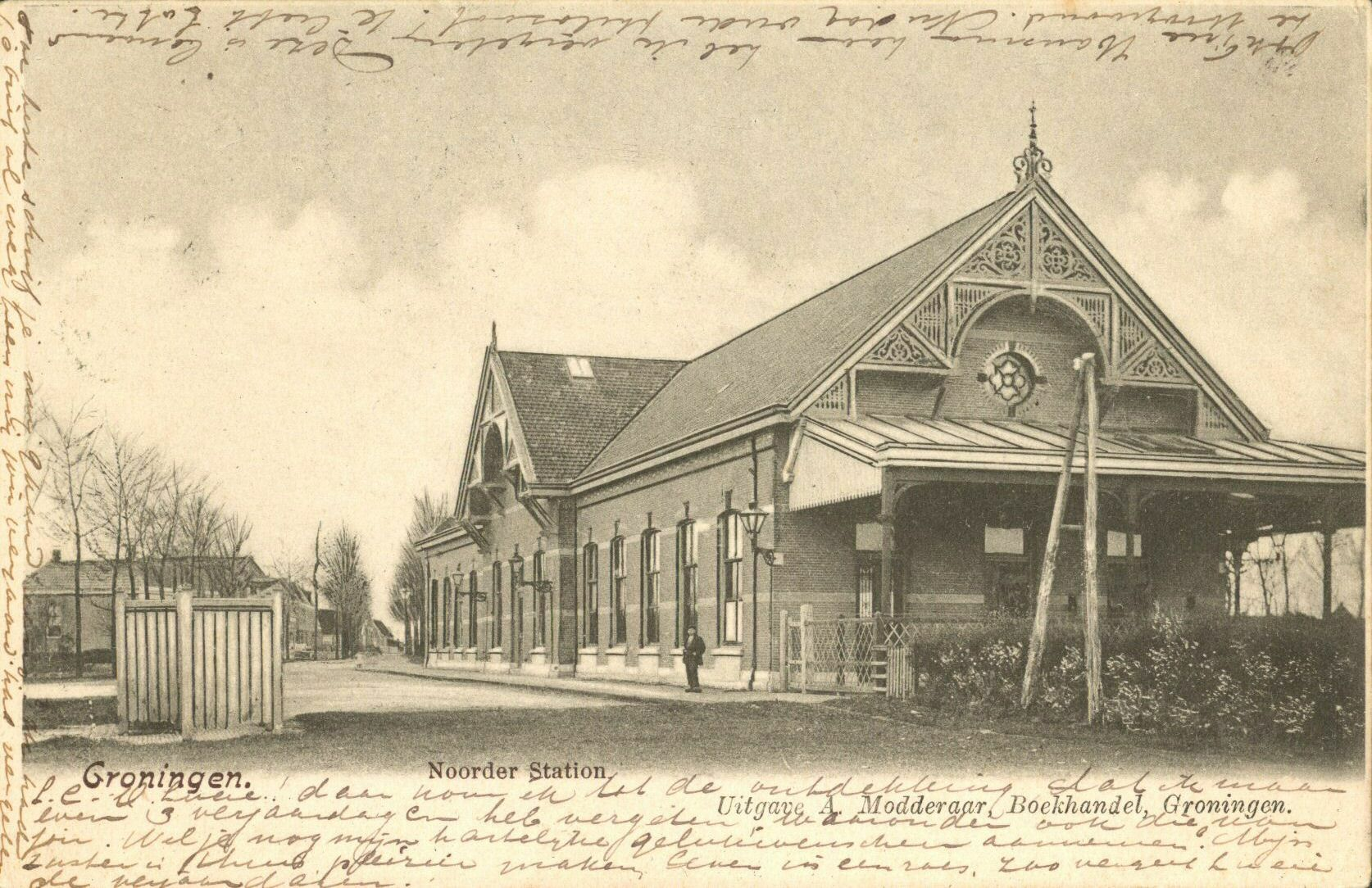
Het oude Noorderstation aan het einde van de 19e eeuw

### Nieuw station
Om de noordelijke stadswijken (aan de noordwestkant van de spoorlijn) beter bereikbaar te maken vanuit de binnenstad en de oudere stadswijken (aan de andere kant van het spoor) werd vanaf 1971 het spoor vanaf de Frieschestraatweg verhoogd, zodat ander verkeer eronderdoor kon. Hiervoor werd aan westelijke zijde een tijdelijk station aangelegd, opdat het treinverkeer kon blijven rijden. Het oude Noorderstation met de karakteristieke ijzeren loopbrug werd in 1973 afgebroken; in 1974 was het nieuwe, verhoogde station gereed (zie foto). Het station ligt sindsdien boven de Noorderstationsstraat, die vanaf toen verbonden was met de Kastanjelaan. De karakteristieke afsluiting van de Noorderstationsstraat, vergelijkbaar met stationstraten in de provincie is sindsdien verloren gegaan.

### Vernieuwingen
In 2006-2007 werd het station Groningen Noord vernieuwd onder de naam Selwerd Spoort. Een deel van het perron werd vernieuwd en verhoogd in verband met de inzet van de Spurt-treinstellen. Er werden nieuwe trappen gebouwd aan de buitenkant van het station, in de oude trappenhuizen bevinden zich nu ateliers.

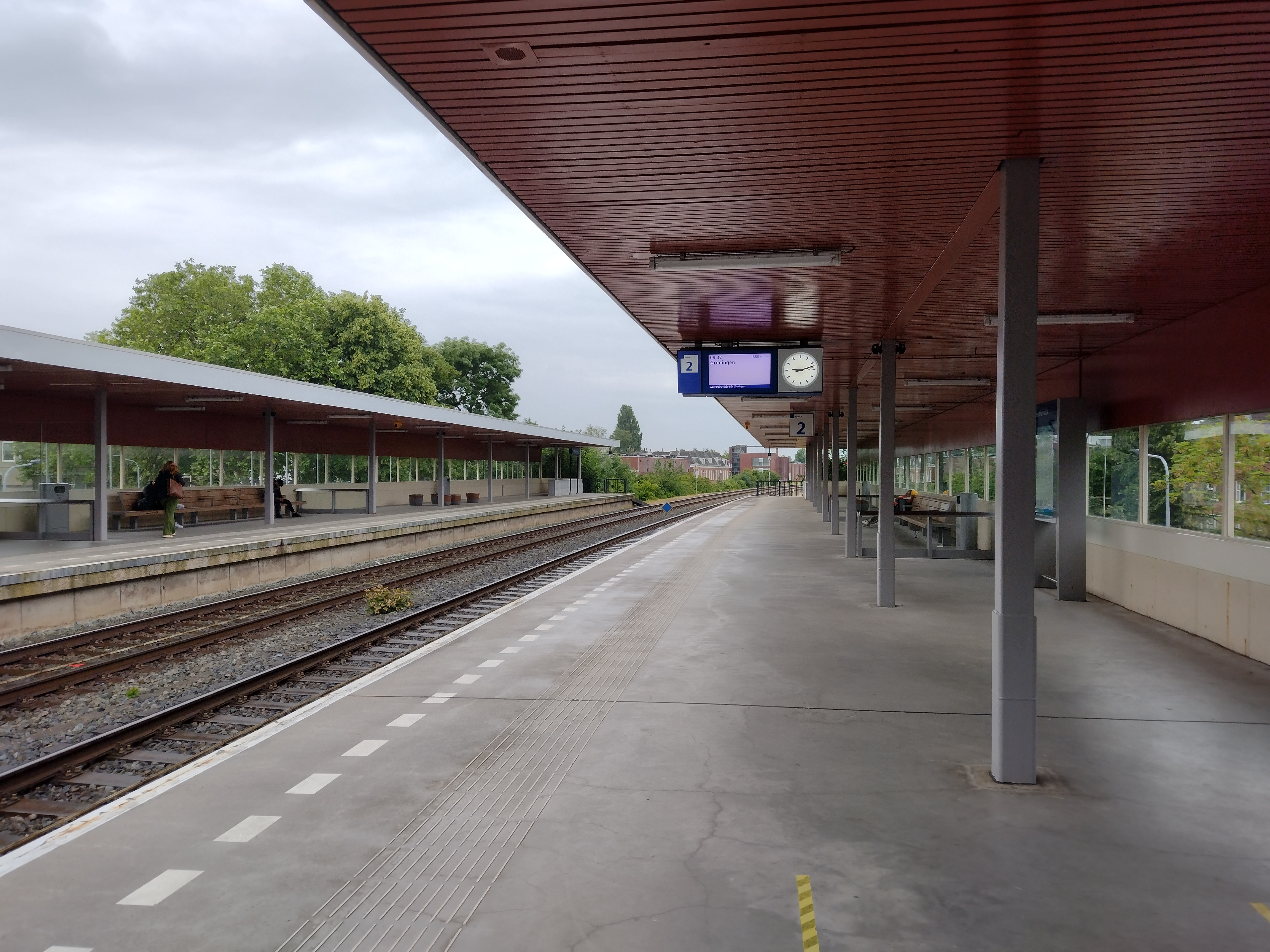
De perrons in 2024
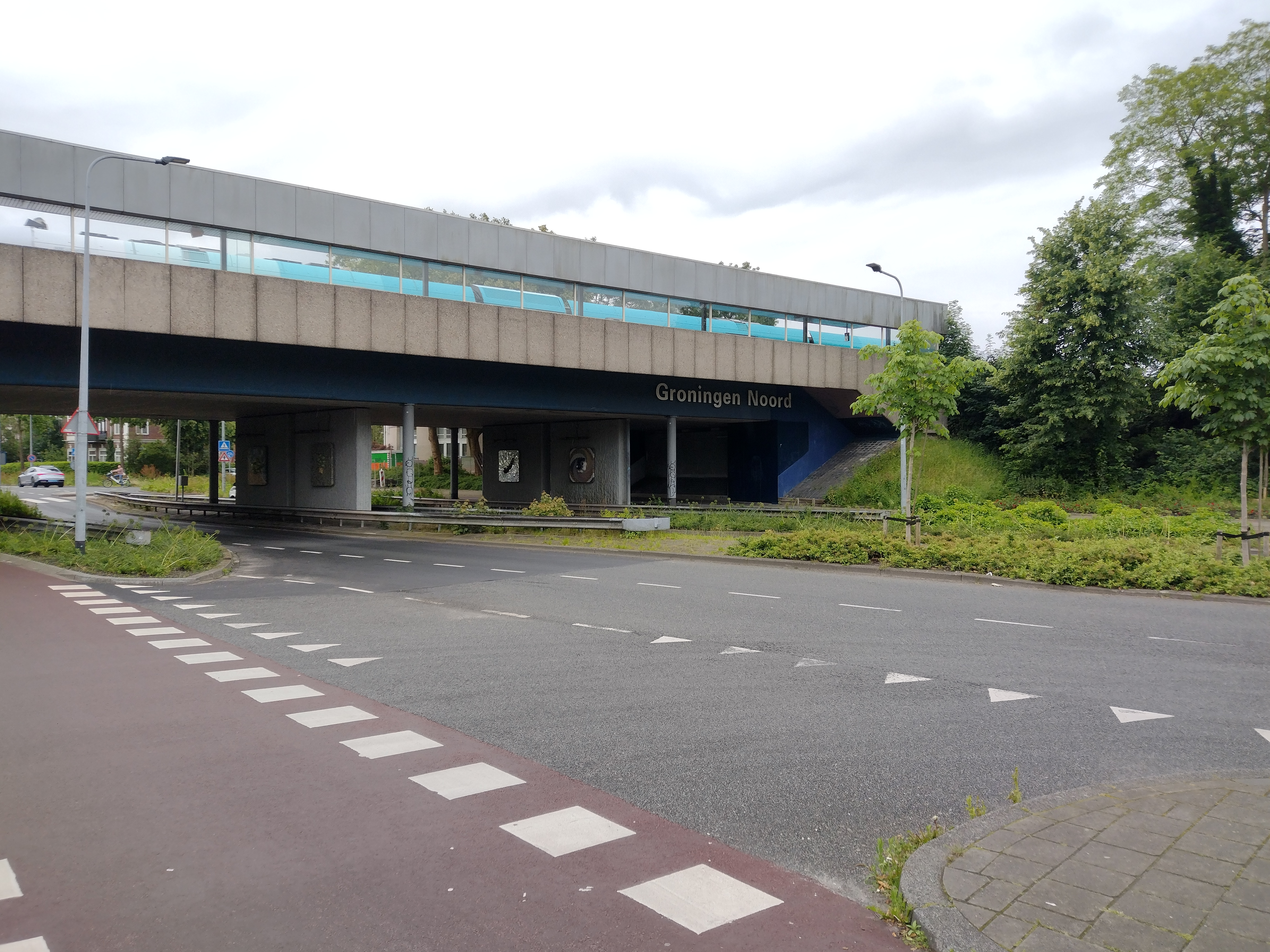
Het viaduct (2024)
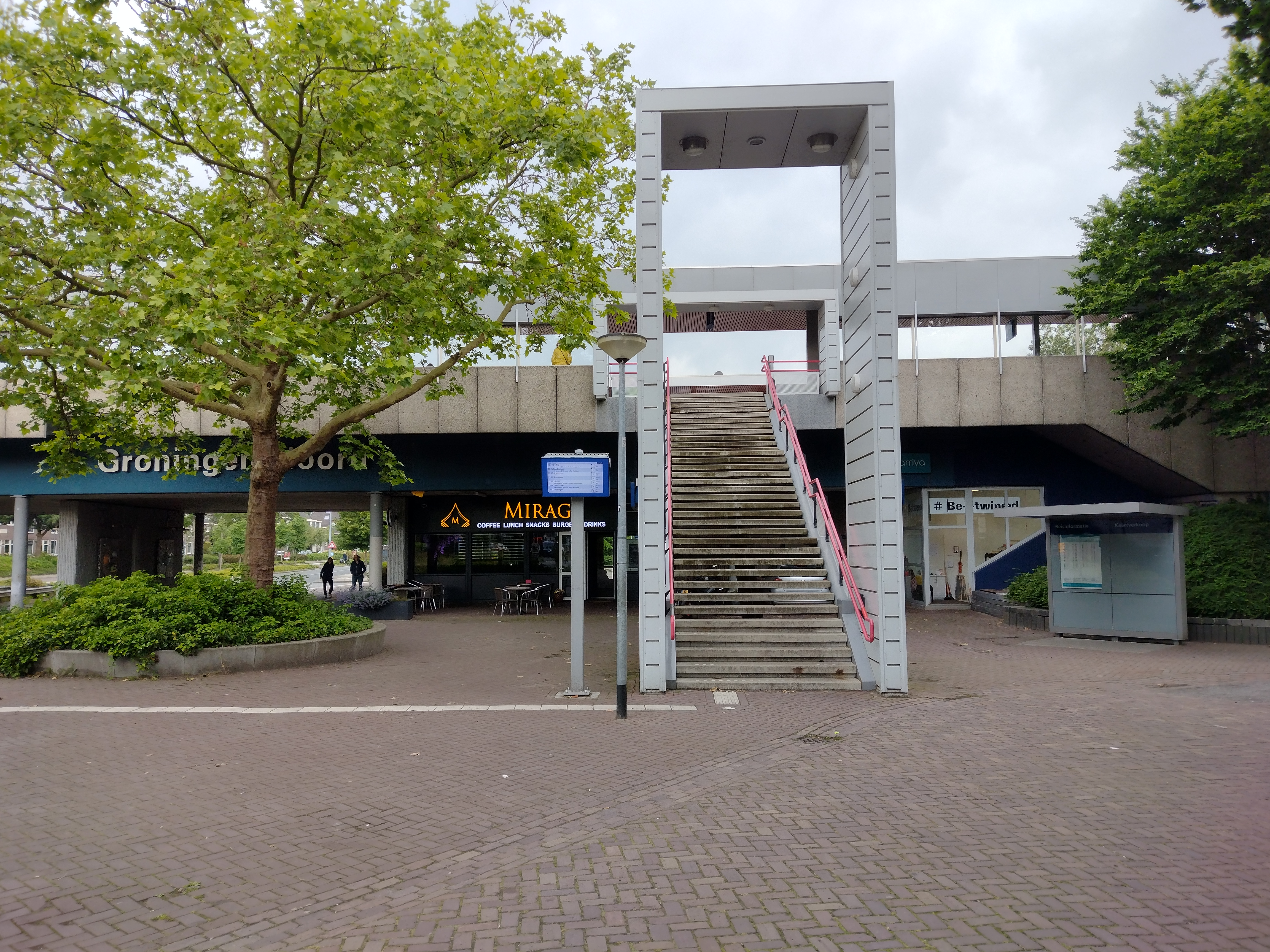
Trap naar het perron
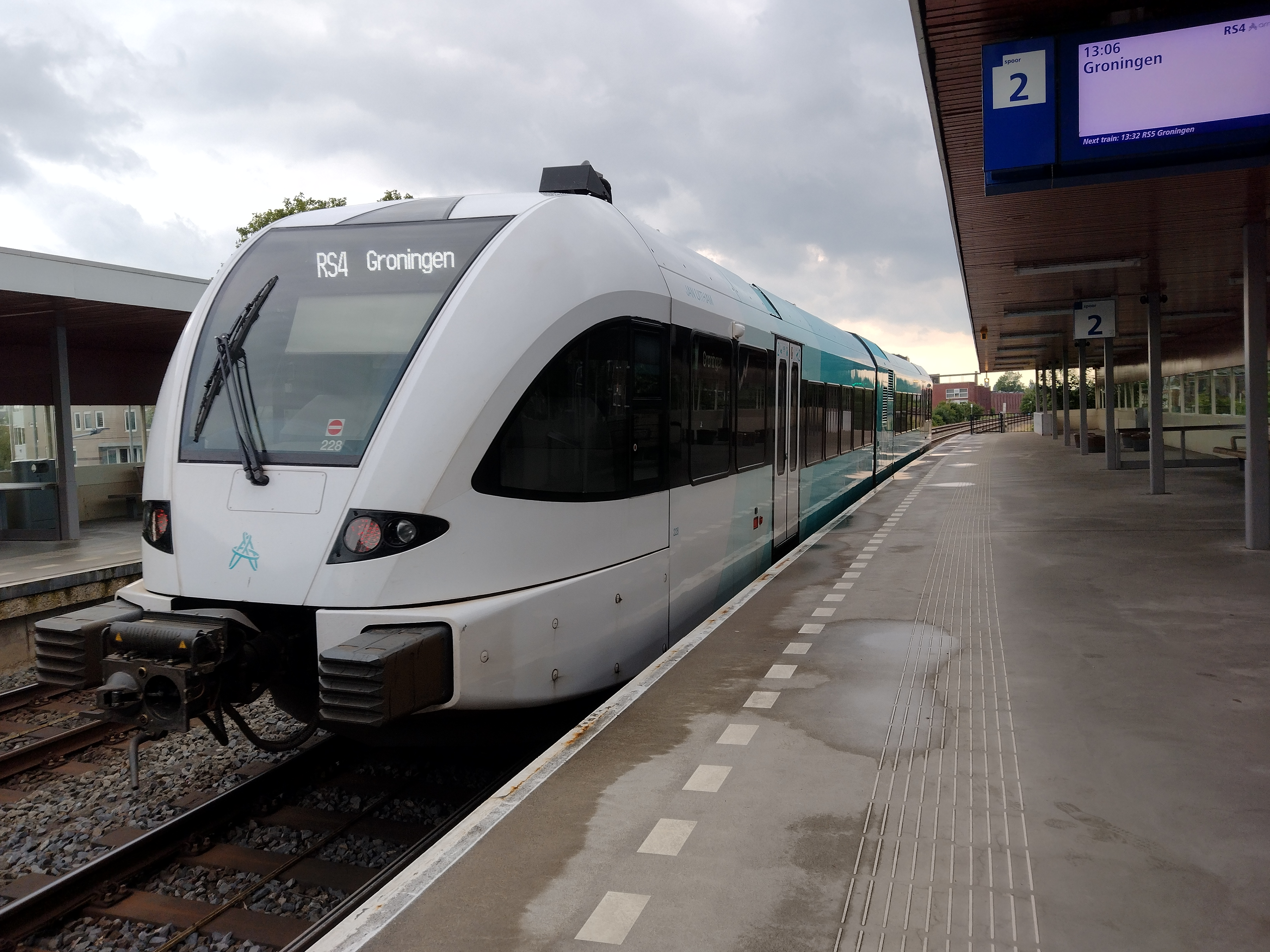
Arriva GTW richting Groningen op het station

## Treinverbindingen
| Serie      | Treinsoort         | Route                                                                                             | Bijzonderheden |
| ---------- | ------------------ | ------------------------------------------------------------------------------------------------- | --- |
| 37600 RS 4 | Stoptrein (Arriva) | Eemshaven – Roodeschool – Groningen Noord – Groningen – Zuidbroek – Winschoten – Bad Nieuweschans | Voor 6:30 uur en na 21:00 uur wordt niet gereden tussen Eemshaven en Roodeschool. Rijdt op zondag niet tussen Groningen en Bad Nieuweschans. Dit trajectdeel wordt dan gereden door treinserie 37500. |
| 37700 RS 5 | Stoptrein (Arriva) | Groningen – Groningen Noord – Delfzijl                                                            | Rijdt alleen op zondag. |
| 37800 RS 7 | Stoptrein (Arriva) | Delfzijl – Groningen Noord – Groningen – Zuidbroek – Veendam                                      | Op zondag wordt één keer per uur gereden tussen Groningen en Veendam. Tussen Delfzijl en Groningen rijdt dan stoptrein 37700.                                                                         |